# Liste von Luxuszügen
Diese Liste von Luxuszügen bietet eine unvollständige Auswahl von touristischen Luxuszügen sowie von Zügen der ehemaligen Zuggattung Luxuszug weltweit und ist nach deren Bezeichnung sortiert.

## Aktuelle Luxuszüge

### Im Planbetrieb
| Zug                  | Betreiber           | von  | bis   | Kontinent | Laufweg             | Bemerkungen                                                             | Frequenz           |
| -------------------- | ------------------- | ---- | ----- | --------- | ------------------- | ----------------------------------------------------------------------- | ------------------ |
| Blue Train/Bloutrein | SAR Transnet        | 1923 | heute | Afrika    | Pretoria – Kapstadt | weitere Ziele waren bis 2004 Hoedspruit, Port Elizabeth, Victoria Falls | täglich            |
| The Canadian         | CPR VIA Rail Canada | 1955 | heute | Amerika   | Toronto – Vancouver |                                                                         | 2–3 Zugpaare/Woche |
| Desert Express       | TransNamib          | 1998 | heute | Afrika    | Windhoek–Swakopmund |                                                                         | 1 Zugpaar/Woche    |

### Touristisch / Schienenkreuzfahrt

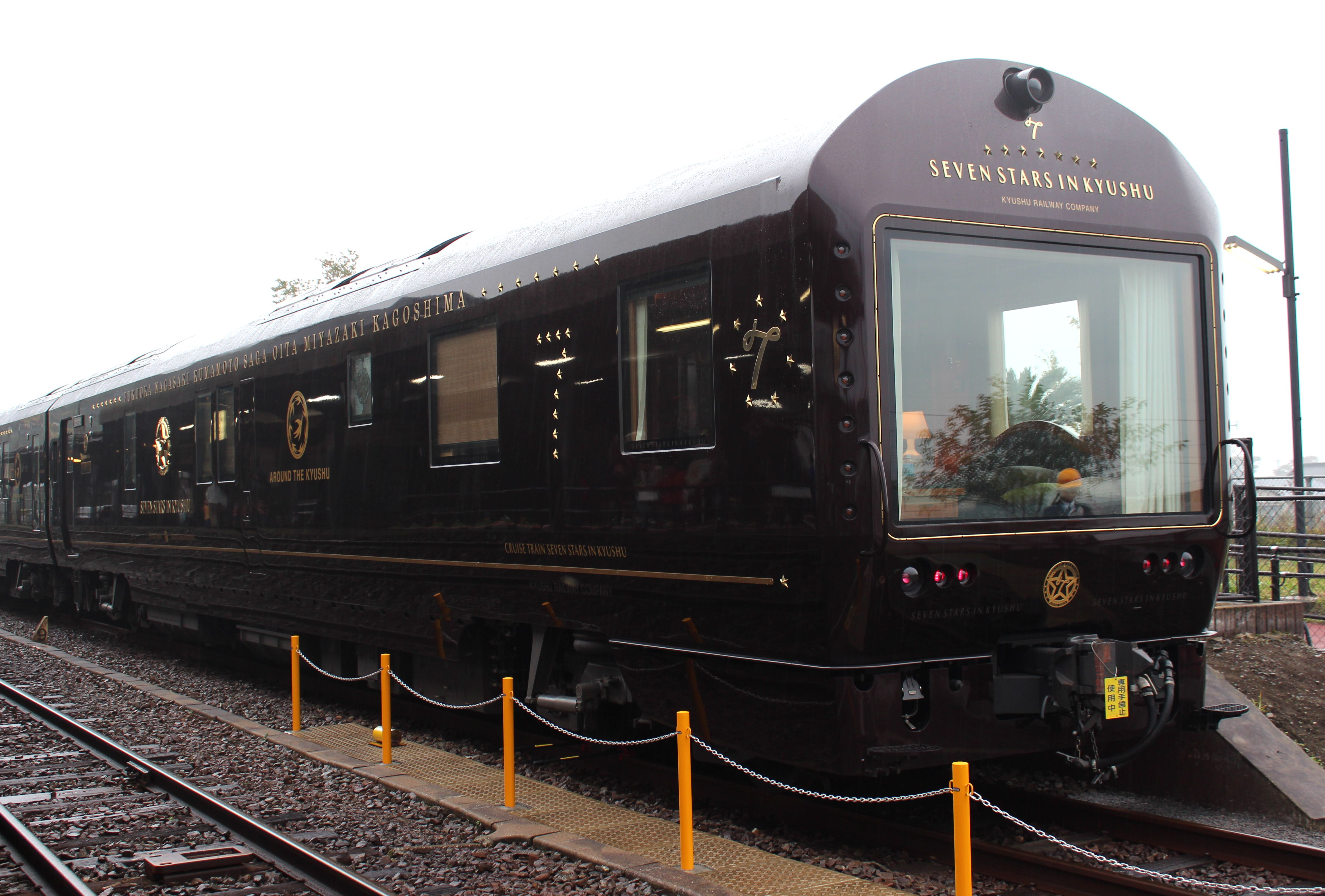
Seven Stars in Kyushu

| Zug                           | Betreiber                                                                         | von  | bis   | Kontinent | Laufweg | Bemerkungen               | Frequenz                                         |
| ----------------------------- | --------------------------------------------------------------------------------- | ---- | ----- | --------- | --- | ------------------------- | ------------------------------------------------ |
| Deccan Odyssey                | Indian Railways                                                                   | 2004 | heute | Asien     | Mumbai–Goa/Neu-Delhi/Hyderabad/ Ramtek/Jodhpur/Palitana | 7–8 Tage                  | wöchentlich ab Mumbai                            |
| Eastern and Oriental Express  | Belmond Ltd., Tochterfirma von LVMH                                               | 1993 | heute | Asien     | Singapur–Kuala Lumpur–Butterworth – Kanchanaburi – Bangkok und weitere Ziele |                           | 1–3 Fahrten/Monat                                |
| Golden Chariot                | Indian Railways                                                                   | 2008 | heute | Asien     | Karnataka – Goa – Kerala – Tamil Nadu (– Pondicherry) |                           | 1–2 Züge/Monat                                   |
| Maharaja Express              | Indian Railway Catering and Tourism Corporation, eine Tochter der Indian Railways | 2010 | heute | Asien     | Indien | Teuerster Luxuszug Asiens |                                                  |
| Pride of Africa               | Rovos Rail                                                                        | 1989 | heute | Afrika    | Kapstadt – Matjiesfontein – Kimberley – Pretoria – Hoedspruit – Beitbridge – Victoria Falls – Livingstone – Lusaka – Kanona – Kundalila Falls – Mpika – Kasama – Nakonde – Tunduma – Makambako – Mlimba – Kiduna – Mzenga – Daressalam u.z., ca. 6.000 km |                           |                                                  |
| Royal Canadian Pacific        | CPR                                                                               | 2000 | heute | Kanada    | Calgary – Kanadische Rocky Mountains – Calgary |                           | mehrtägige Rundfahrt zwischen Juni und September |
| Royal Orient Train            | Indian Railways                                                                   |      | heute | Asien     | Gujarat – Rajasthan u.z. |                           |                                                  |
| Royal Rajasthan on Wheels     | Indian Railways                                                                   | 2009 | heute | Asien     | Indien |                           |                                                  |
| Royal Scotsman                | Belmond Ltd., Tochterfirma von LVMH                                               |      | heute | Europa    | Edinburgh Waverley – Schottisches Hochland – Edinburgh |                           | 3- bis 8-tägige Rundfahrt                        |
| Shiki-Shima                   | JR East                                                                           |      | heute | Asien     | Japan |                           | 2- bis 4-tägige Rundfahrt                        |
| Seven Stars in Kyushu         | Kyushu Railway Company                                                            | 2013 | heute | Japan     | Kyūshū |                           |                                                  |
| Venice-Simplon-Orient-Express | Belmond Ltd., Tochterfirma von LVMH                                               | 1982 | heute | Europa    | wechselnd | variiert                  | variiert                                         |

## Historische Luxuszüge
Die meisten Luxuszüge in Kontinentaleuropa wurden durch die französisch-belgische Compagnie Internationale des Wagons-Lits (CIWL) betrieben. In Deutschland versuchte die MITROPA einige Jahre, in Konkurrenz zur CIWL tätig zu werden. Lediglich der formell nicht als Luxuszug, sondern als Fernschnellzug eingestufte Rheingold konnte sich dauerhaft am Markt etablieren. In Großbritannien wurden Pullmanzüge wie bspw. der Brighton Belle durch die britische, zuletzt im Besitz von British Rail stehende Pullmangesellschaft angeboten, die ein den Tagesluxuszügen der CIWL vergleichbares Komfortniveau boten.

### Europa

#### Luxuszüge der MITROPA
| Zug                            | von  | bis  | Laufweg                        | Bemerkungen | Frequenz       |
| ------------------------------ | ---- | ---- | ------------------------------ | --- | -------------- |
| Berlin-London-Express          | 1922 | 1925 | Berlin–Hoek van Holland        | Tageszug mit Salonwagen | täglich        |
| Skandinavien-Schweiz-Express   | 1922 | 1926 | Saßnitz Hafen–Basel SBB        | Nachtzug | 1× wöchentlich |
| London-Holland-München–Express | 1922 | 1922 | Hoek van Holland–München       | Tageszug mit Salonwagen | 1× wöchentlich |
| Rheingold                      | 1928 | 1939 | Hoek van Holland–Luzern/Zürich | Formell als Fernschnellzug und nicht als Luxuszug eingestuft; Tageszug mit Salonwagen nach dem Pullmanprinzip, 1938/39 bis/ab Mailand | täglich        |

### Nordamerika
| Zug                    | Betreiber                                                                                                  | von       | bis       | Laufweg                                                                                      | Bemerkungen | Frequenz                                                |
| ---------------------- | --- | --------- | --------- | -------------------------------------------------------------------------------------------- | ----------- | ------------------------------------------------------- |
| 20th Century Limited   | New York Central RR                                                                                        | 1902      | 1967      | New York City–Chicago                                                                        | Nachtzug    | täglich                                                 |
| City of Los Angeles    | Union Pacific Railroad / Chicago & North Western, sodann Chicago, Milwaukee, St. Paul and Pacific Railroad | 1936      | 1971      | Los Angeles–Chicago                                                                          | Nachtzug    |                                                         |
| City of San Francisco  | Union Pacific Railroad / Chicago & North Western, sodann Chicago, Milwaukee, St. Paul and Pacific Railroad | 1936      | 1971      | Oakland – Chicago                                                                            | Nachtzug    |                                                         |
| Twin Cities Hiawatha   | Milwaukee Road                                                                                             | 1935      | 1972      | Chicago–Milwaukee–St. Paul–Minneapolis                                                       |             | 1–2 Zugpaare/Tag                                        |
| Olympian Hiawatha      | Milwaukee Road                                                                                             | 1947      | 1961      | Chicago–Milwaukee–Saint Paul–Minneapolis–Seattle/Tacoma                                      | Nachtzug    | täglich                                                 |
| North Coast Limited    | Chicago, Burlington and Quincy Railroad / NP                                                               | 1900      | 1971      | Chicago–Minneapolis/Saint Paul–Seattle                                                       | Nachtzug    |                                                         |
| Orange Blossom Special | Seaboard Air Line Railroad                                                                                 | 1925 1934 | 1929 1953 | New York–Philadelphia–Washington, D.C.–Richmond–Raleigh–Columbia–Savannah–Jacksonville–Miami | Nachtzug    | Betriebseinstellung auch während des Zweiten Weltkriegs |